# Enochville
Enochville – jednostka osadnicza w Stanach Zjednoczonych, w stanie Karolina Północna, w hrabstwie Rowan.